# Armée de Kawthoolei
L'Armée de Kawthoolei, (birman : ကော်သူးလေတပ်မတော် ; abrégé en KTLA) est un groupe militant et séparatiste de Birmanie, séparé de l'Union nationale karen.

## Histoire
En avril 2023, la KTLA lance une offensive contre les forces de garde-frontières (en) de l'État Karen à Shwe Kokko, forçant plus de 10 000 personnes à fuir vers la Thaïlande.